# Sonora y Sinaloa
Sonora y Sinaloa était l'ancien état mexicain formé par les actuels états de Sinaloa et de Sonora entre 1824 et 1830 pendant la Première République mexicaine.